# Wilhelm Fröhner
Christian Eduard Ludwig Wilhelm Fröhner (meist Wilhelm Froehner, * 17. August 1834 in Karlsruhe; † 22. Mai 1925 in Paris) war ein deutscher Klassischer Archäologe, der in Frankreich wirkte.

## Leben
Fröhner studierte an den Universitäten Bonn, Freiburg und Göttingen. Schon während seiner Freiburger Studienzeit erhielt er vom Großherzog Friedrich I. von Baden den Auftrag, die Antikensammlung in Karlsruhe zu katalogisieren. Fröhner führte diese Aufgabe zur Zufriedenheit der Fachwelt aus, die zwei Kataloge, geteilt in Plastiken und Vasen/Terrakotten, erschienen 1860, und erhielt vom Großherzog ein sechsmonatiges Stipendium für einen Studienaufenthalt in Frankreich. Hier blieb Fröhner von 1859 bis an sein Lebensende. Er arbeitete seit 1862 in der Abteilung für griechisch-römische Altertümer der kaiserlichen Museen im Louvre, wo er zum Konservator ernannt wurde. Daneben war er von 1863 bis 1866 als Vorleser für Kaiser Napoleon III. tätig, den er in seinen wissenschaftlichen Studien unterstützte. Seit 1866 war er französischer Staatsbürger, seit 1868 Ritter der Ehrenlegion. Im Zusammenhang mit dem Deutsch-Französischen Krieg 1870/71 verlor er als „Deutscher“ seine Stellung am Louvre. Nach 1871 lebte er als Privatgelehrter in Paris und verfasste Kataloge von Antiken für Privatsammler und Kunsthändler. Seit 1877 war er korrespondierendes Mitglied der Russischen Akademie der Wissenschaften in Sankt Petersburg. 1891 wurde er zum korrespondierenden Mitglied der Göttinger Akademie der Wissenschaften gewählt.
Fröhner verfasste zahlreiche Editionen von Inschriften, Kataloge von privaten und öffentlichen Sammlungen und Aufsätze zu archäologischen, historischen und numismatischen Themen. Seine bekanntesten Werke sind die Edition der Trajanssäule (fünf Bände mit 220 Tafeln) und die Sammlung Les musées de France, in der er ausgewählte, bis dahin nicht publizierte Marmorwerke, Bronzen und Terrakotten beschrieb. Außerdem beteiligte er sich am Großprojekt Inscriptiones Graecae der Preußischen Akademie der Wissenschaften, die ihn 1910 zum korrespondierenden Mitglied wählte.
Nach dem Vermächtnis Wilhelm Fröhners kam 1927 seine rund 8.000 Bände umfassende Privat-Bibliothek (darunter seltene Flugschriften des 16. Jahrhunderts und orientalische Handschriften) in die Weimarer Bibliothek. Teile des Nachlasses sind 2004 bei dem Brand in der Herzogin Anna Amalia Bibliothek verloren gegangen. Seine Antikensammlung vermachte er dem Cabinet des Médailles der Pariser Nationalbibliothek.